# Сферический роликоподшипник

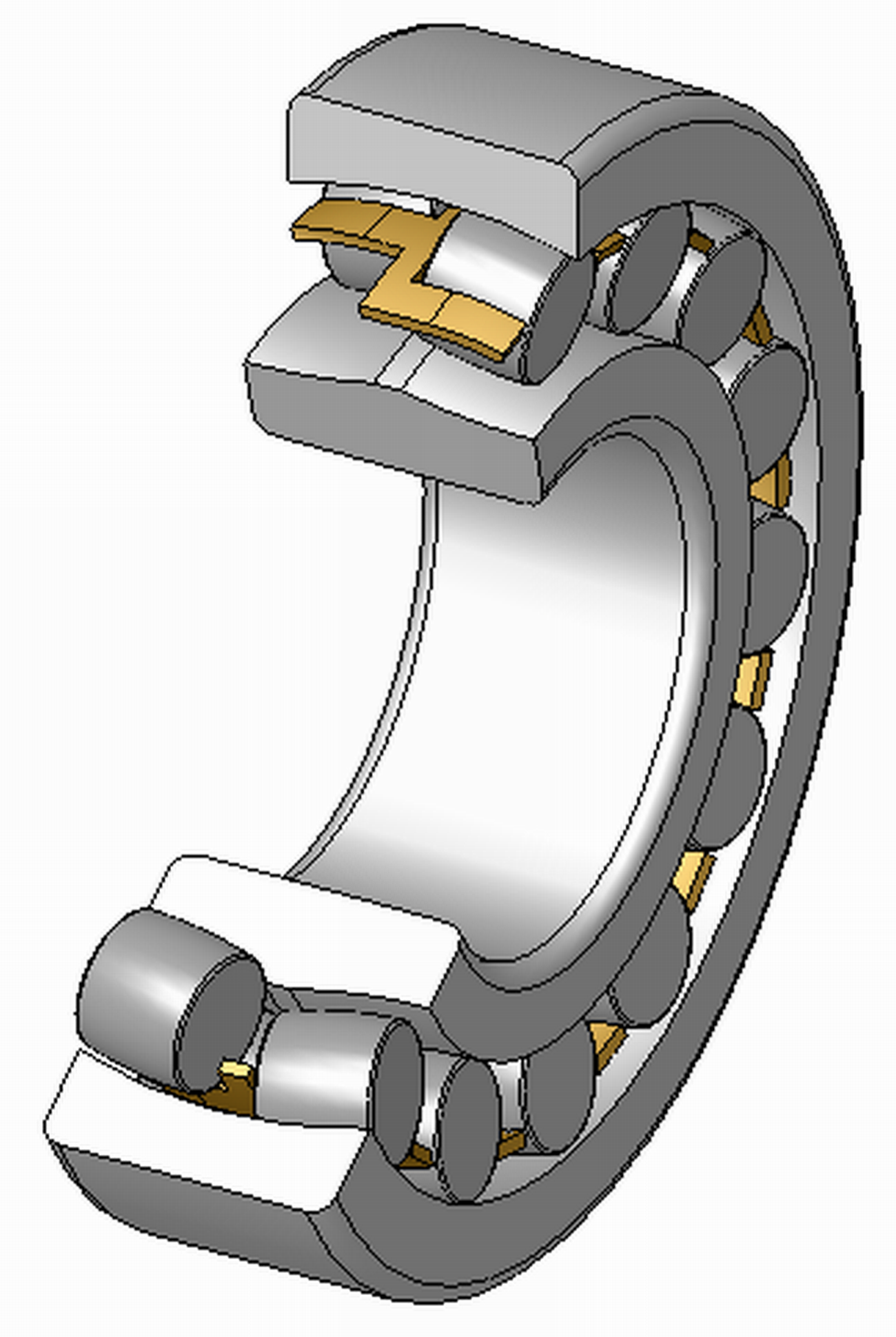
Сферический роликоподшипник с латунной обоймой в разрезе.

Сферический роликоподшипник — это подшипник качения, который может вращаться с низким коэффициентом трения и допускает угловое смещение. Как правило, эти подшипники поддерживают вращающийся вал в отверстии внутреннего кольца, которое может смещаться относительно внешнего кольца. Смещение возможно благодаря сферической внутренней форме наружного кольца и сферическим роликам. Несмотря на название, сферические ролики не являются сферическими по форме. Элементы качения сферических роликоподшипников в основном цилиндрической формы, но имеют профиль, напоминающий слегка вздутый цилиндр (бочкообразная форма).

## История
Сферический роликоподшипник  был разработан инженером Арвидом Палмгреном и был введен на рынок в 1919 году компанией SKF. Данная конструкция подшипника до сих пор используется в современных машинах.

## Конструкция
Сферические роликовые подшипники состоят из внутреннего кольца с двумя дорожками качения, наклоненными под углом к оси подшипника, наружного кольца с общей сферической дорожкой качения, сферических роликов, обойм и, в некоторых конструкциях, направляющих колец или центральных колец. Подшипники также могут быть закрытого типа.
Большинство роликоподшипников имеют два ряда роликов, что позволяет им принимать очень тяжёлые радиальные и тяжёлые осевые нагрузки. Существуют также конструкции с одним рядом роликов, подходящих для более низких радиальных нагрузок и практически без осевой нагрузки. Они называются «однорядный подшипник с бочкообразными роликами» или «Tonnenlager» и, как правило, доступны в 202- и 203-й серии по ISO.
Внутренняя конструкция подшипника не стандартизирована в ISO, поэтому варьируется для разных производителей и разных серий. Некоторые особенности, которые могут существовать или отсутствовать в различных подшипниках:
- Особенности смазки во внутреннем или внешнем кольце
- Центральный фланец
- Направляющее кольцо или центральное кольцо
- Интегрированные уплотнения
- Обойма

## Габаритные размеры
Внешние размеры сферических роликовых подшипников стандартизованы ISO в стандарте ISO 15.1998. Некоторые общие серии сферических роликовых подшипников: 213,
222,
223,
230,
231,
232,
238,
239,
240,
241,
248,
249.

## Материалы
Кольца подшипников и элементы качения могут быть изготовлены из целого ряда различных материалов, но наиболее распространенным является «хромистая сталь», (сталь с присадкой хрома) материал примерно с 1,5 % содержанием хрома. Такая «хромистая сталь» была стандартизована рядом органов, и, следовательно, существует целый ряд подобных материалов, таких как: AISI 52100 (США), 100CR6 (Германия), SUJ2 (Япония) и GCR15 (Китай).